# Benicalap
Benicalap és un districte de la ciutat de València, situat a l'extrem nord-oest de la ciutat. Número 16, és conformat per només dos barris: Benicalap (el barri) i Ciutat Artista Faller. La fita entre els dos es troba a l'avinguda dels Salesians; els límits del districte són, al nord, la Ronda Nord de València i al sud, l'avinguda del Doctor Peset Aleixandre. Benicalap és molt més gran que Ciutat Artista Faller, i ocupa quasi tot el districte, fitant a l'oest amb l'avinguda de les Corts Valencianes i a l'est al camí de Montcada. El barri també fita amb Beniferri a l'avinguda del Camp de Túria.
La seua superfície és de 171,9 hectàrees i té una població de 34.346 habitants segons el cens municipal de 2003. Va ser un municipi amb autonomia pròpia fins a 1872 quan es va annexionar a la ciutat de València i des de llavors forma part d'ella com un barri. (40.613 habitants el districte, del qual també forma part el barri de Ciutat Fallera).
A Benicalap es troba un dels principals parcs de la ciutat, el Parc de Benicalap, i el Museu del Gremi d'Artistes Fallers (a Ciutat Fallera). També és el lloc on s'ubicarà el nou estadi del València Club de Futbol.

## Població
Segons el padró de la ciutat, a l'1 de gener de 2008 al districte de Benicalap viuen 44.015 persones, de les quals 21.921 són homes i 22.094 dones.

## El barri de Benicalap
El barri modern naix del poble homònim, situat tot just a l'est de l'avinguda de Burjassot, però la urbanització l'ha fet créixer molt fins a atènyer una grandària important. El cor de l'antic poble es troba entre les places de la Mare de Déu de Montiel, Nova de l'Església, i de Benicalap. No té cap gran eix a banda de l'avinguda de Burjassot, que el recorre de nord a sud. Un altre tret característic del barri és la línia del tramvia, que segueix exactament l'antiga línia de Burjassot del trenet de València, i ha creat una sèrie de carrers llarguíssims i esvelts que trenquen amb la graella que marca els altres: els carrers de la Florista i Mondúber. També cal assenyalar que manté una part del terme sense urbanitzar, al nord-est.
El mercat se situa lluny del centre antic, al carrer de Miguel Servet, a la vora de l'avinguda del General Avilés. El CP Lluís Guarner s'hi troba a l'extrem nord, a l'eixample nou. Aquest eixample, entre les avingudes de Burjassot i de les Corts Valencianes, és on se situa l'estadi Nou Mestalla, futur camp del València CF. La retolació dels noms de carrers es basa en diverses comarques valencianes.

## Història

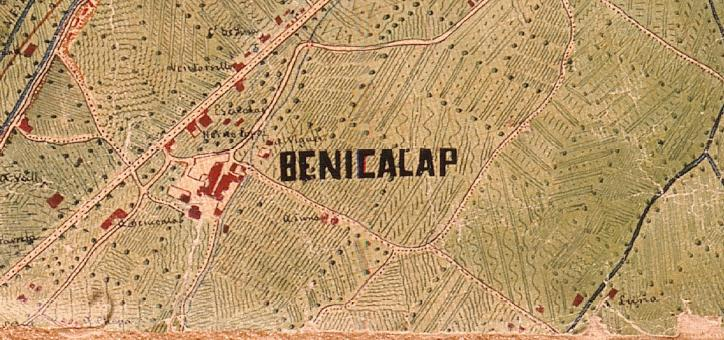
Plànol de Benicalap l'any 1883

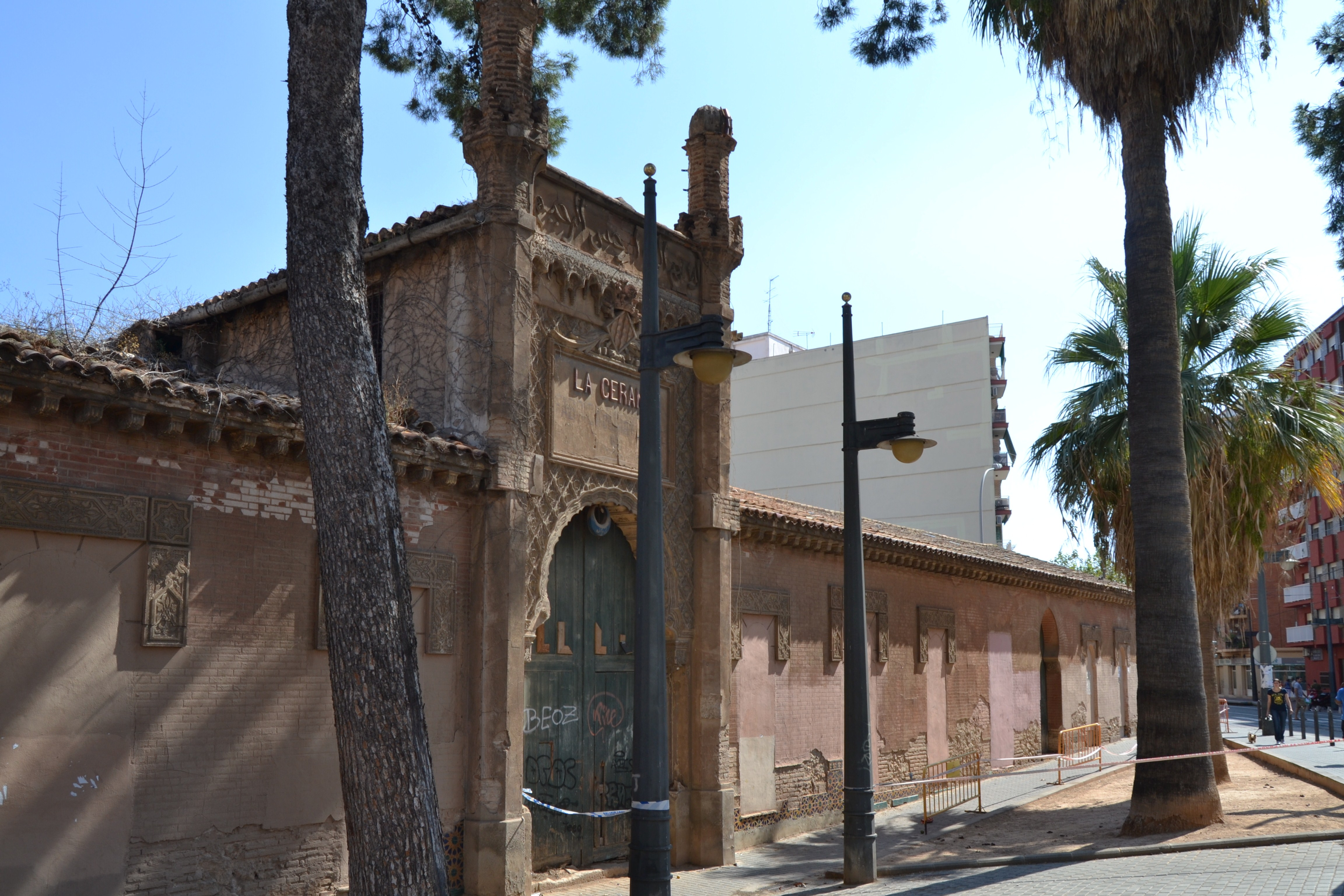
Entrada a la fàbrica de La Ceramo

Com la majoria dels pobles de l'Horta de València, Benicalap va ser als seus orígens una sèrie d'alqueries musulmanes, exemple del poblament típic d'al-Àndalus. Hi ha autors que parlen de làpides romanes a la casa senyorial de València, però aquesta va ser assolada a mitjan segle xx i, per tant, no es pot assegurar el seu origen romà.
A 1769, el rei Carles III va organitzar les ciutats grans de la seua corona en districtes i barris, però Benicalap va quedar fora d'aquesta divisió, encara dins del règim del seu senyor. El senyor de Benicalap tenia alguns drets feudals limitats, tal com es va fer a la resta del Regne de València, i no disposava d'un poder absolut com en altres territoris. A la guerra del Francès, els soldats francesos van saquejar Benicalap, sobre tot el temple de Sant Roc. Després de la guerra, Benicalap va créixer als voltants de l'antiga carretera de Burjassot (ara avinguda Burjassot). A 1811 desapareixen els senyors de l'Horta de València, i els nuclis de població consolidada esdevenen pobles, mentre que els nuclis menors queden com pedanies d'aquestos. El cas de Benicalap és molt confús, ja que no apareix en cap document ni com una cosa ni com l'altra. Al final del segle xix, València s'annexiona totes les localitats dels seus voltants. Pareix que l'annexió de Beniferri i Benicalap va ser a 1872.

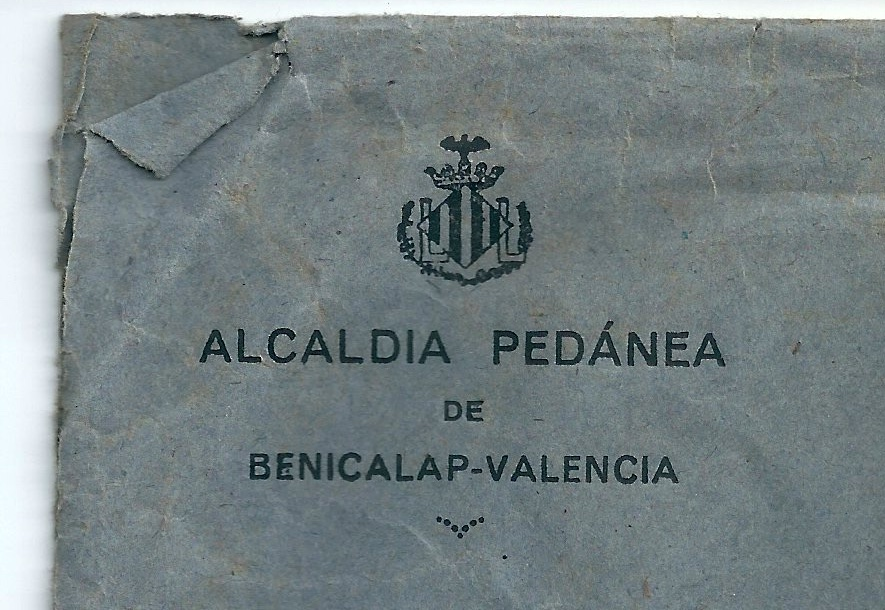
Sobre de l'antiga Alcaldia Pedània de Benicalap, anys 1950

A 1885, els senyors Ros i Urgell van construir una fàbrica de ceràmica d'estil neo-mudèjar, prop del camí vell de Burjassot: La Ceramo- "Fábrica de mayólicas hispano-árabes con reflejo metálico". El 1897, Josep Ros i Furió ja era l'únic propietari de la fàbrica, que ja havia començat a ser la més destacada del segle xix. Gràcies als incesants processos d'investigació i millores tècniques que allà es duien a terme, les seues peces, tant de forma (plats, pitxers, gots...) com d'aplicació arquitectònica (taulells, teules, fonts, pinàculs, frontons...), foren reclamades per participar en multitud d'expossicions nacionals i internacionals, i exportaven a les ciutats més importants d'Espanya i Europa.
La Ceramo va estar en funcionament fins a 1992, quan l'actual propietari de la marca hagué de tancar-la. Hui en dia, la seua producció és considerada de col·leccionista i podem trobar-ne mostres de peces arquitectòniques que sorgiren de La Ceramo en alguns dels edificis i jardins més importants de la ciutat de València: l'"Estació del Nord", el "Mercat Central", els "Jardins de Monfort", el "Mercat de Colom", la "Farmàcia Cañizares", l'edifici dels magatzems "Isla de Cuba" o la "Casa Pedro Sánchez de León".
El 1902, l'església de Benicalap és elevada a la categoria de parròquia, i el barri va passar a ser pedania de València, amb el seu alcalde pedani. Això va durar fins a 1979 en què València va engolir definitivament Benicalap, retirant l'alcalde pedani i qualsevol tipus de particularitat. A 1905 les Germanes de la Beneficència de València van crear un centre de descans, que ara mateix és també col·legi.
A 1983 s'inaugura el Parc de Benicalap, primer parc al barri, d'una extensió més que considerable, i en s'inaugurà 1986 el nou mercat. En 1994 es va construir la línia T-4 de MetroValencia, sobre el camí que va deixar lliure el trenet. Amb aquesta infraestructura el barri va tornar a tindre ràpida comunicació amb el centre de la ciutat i la platja.
Ja al segle xxi, el barri ha continuat creixent amb la construcció del Palau de Congressos de València (que es troba dins del barri de Beniferri, encara que ha revifat eixe costat de Benicalap per la seua proximitat), i el nou Mestalla.

## Transports

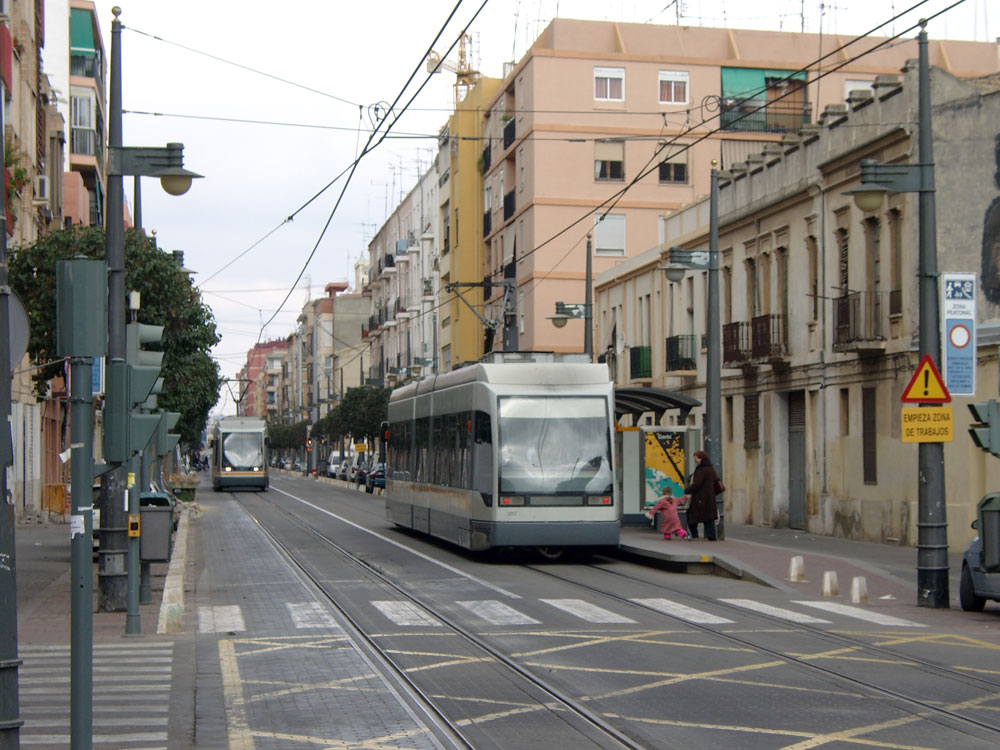
Tramvia número 4 al carrer Florista, Benicalap

Benicalap està vinculada tant amb la Ronda Nord de València com la Ronda de Trànsits (avinguda del Doctor Peset Aleixandre). Alhora, l'avinguda de les Corts Valencianes constitueix la principal eixida de la ciutat en direcció cap a Llíria i les comarques de l'interior, i desemboca en l'autovia de Llíria també anomenada pista d'Ademús.
La línia T4 del metro de València creua d'oest a est el barri. Aquesta línia uneix Burjassot i Paterna amb el port de València i la platja (les Arenes i la Malva-rosa). Les quatre estacions de tramvia del barri són: Florista, Garbí, Benicalap i Trànsits. A més, la parada de Beniferri de la Línia 1 es troba en els límits entre Benicalap i Campanar. Aquesta línia uneix Llíria i Bétera amb Castelló de la Ribera.
Respecte al transport en autobús, el barri és creuat per les línies 12, 21, 28, i el nitbús N3 de l'EMT de València, encara que potser el més important de tots és la línia 28 que uneix el barri (des de la ciutat fallera) amb el centre de la ciutat (la plaça de l'Ajuntament). A més, Benicalap té una xarxa de carrils bici a l'eixample i a l'avinguda de les Corts, a més del que recorre la Ronda Nord.

## Personatges destacats
- Salvador Tusset - Pintor, alumne de Sorolla
- Lluís Dubón Portolés - Pintor, dibuixant, il·lustrador, cartellista i artista faller.
- Gori Muñoz - Pintor, dissenyador.
- José Marín - Jugador de futbol i atleta.
- Vicent Badia Marín - Periodista, historiador, Polític. Cronista de l'antic Regne de València.
- Vicente Rodríguez Guillén - Jugador de futbol del València CF.
- Antonio Timor - jugador de futbol del València CF.
- Arturo Montesinos Cebrià. Jugador de futbol.